# 巴拉特尔
巴拉特尔（法語：Balâtre，法語發音：[balatʁ]）是法国上法蘭西大區索姆省的一个市镇，属于蒙迪迪耶区。

## 地理
巴拉特尔（49°42'35"N, 2°51'57"E）面积3.3 平方千米，位于法国上法蘭西大區索姆省，该省份为法国北部沿海省份，北起加来海峡省和北部省，西接滨海塞纳省和大西洋英吉利海峡，南至瓦兹省，东临埃纳省。
与巴拉特尔接壤的市镇（或旧市镇、城区）包括：比亚尔、索朗特、尚皮安、马尔谢阿卢瓦尔德。
巴拉特尔的时区为UTC+01:00、UTC+02:00（夏令时）。

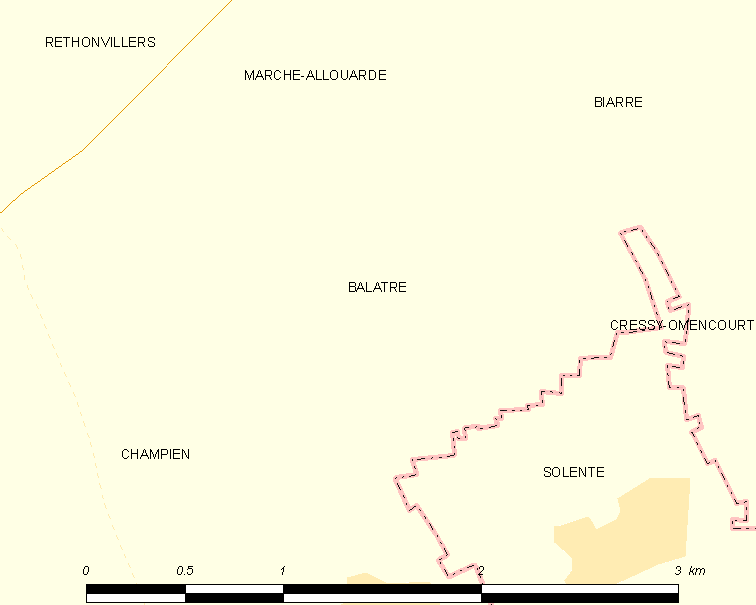
巴拉特尔的OSM定位图

## 行政
巴拉特尔的邮政编码为80700，INSEE市镇编码为80053。

## 政治
巴拉特尔所属的省级选区为鲁瓦县。

## 人口

1962-2008年间巴拉特尔人口变化图示

巴拉特尔于2022年1月1日时的人口数量为75人。